# نگووان، بلغارستان
نگووان (به بلغاری: Negovan) روستایی در بلغارستان است که در استان صوفیه سیتی واقع شده‌است. نگووان ۹٫۳۳ کیلومتر مربع مساحت و ۲٬۰۷۵ نفر جمعیت دارد و ۵۴۹ متر بالاتر از سطح دریا واقع شده‌است.